# Callyspongia ariakensis
Callyspongia ariakensis är en svampdjursart som beskrevs av Tanita 1968. Callyspongia ariakensis ingår i släktet Callyspongia och familjen Callyspongiidae. Inga underarter finns listade i Catalogue of Life.